# Antoninus (Heiliger)
Antoninus (auch: Antonius) († 186 in Rom) war Christ. Er wird als Märtyrer und Heiliger verehrt.
Dem Martyrologium Romanum zufolge war Antonius ein Henker, der sich unter dem Eindruck der Vision eines Engels bei der Hinrichtung der Christen Eusebius, Pontianus, Peregrinus und Vincentius zum Christentum bekehrte und sich von einem Priester namens Rufinus taufen ließ. Antoninus bekannte vor dem Statthalter Vitellius seinen Glauben, woraufhin dieser ihn mit dem Schwert hinrichten ließ. Antoninus wurde nahe dem Trajanischen Aquädukt bestattet.
Gedenktag des Heiligen ist der 22. August.